# Anna Teresa Potocka
Anna Teresa z Ossolińskich Potocka (ur. 1746, zm. 1810 w Baranowie Sandomierskim) – krajczyna koronna, polska księżna, masonka, filantropka.

## Życiorys
Córka Józefa Kantego Ossolińskiego i Teresy Stadnickiej, siostra Józefa Salezego. Z siostrą Marianną w dzieciństwie przebywała w Lotaryngii na dworze swojego dziadka Franciszka Maksymiliana Ossolińskiego w Lunéville oraz na dworze króla Stanisława Leszczyńskiego w Nancy, praktycznie nie mówiła po polsku. Po powrocie około roku 1758, matka Teresy i Konstancja Poniatowska planowały wydać ją za Stanisława Poniatowskiego, co nie doszło do skutku. W grudniu 1760 roku Anna Teresapoślubiła Józefa Potockiego, krajczego koronnego. Miała synów: Jana Nepomucena, autora „Rękopisu znalezionego w Saragossie”, Seweryna i córkę Annę Marię.
Podczas bezkrólewia po śmierci Augusta III Potocka należała razem z rodzicami i z mężem do stronnictwa saskiego. Dn. 3 V 1764 została damą Krzyża Gwiaździstego. Była pierwszą przewodniczącą i jedną z założycielek masońskiej loży adopcyjnej przy „Cnotliwym Sarmacie”, utworzonej wiosną 1768 roku. Razem z mężem wspierała konfederację barską. Na przełomie lutego i marca 1769 para konferowała z Josephem Gérardem de Rayneval i Janem Ponińskim. W 1771 Potocka darowała Ponińskiemu 500 dukatów na cele konfederacji, razem z mężem przekazała konfederacji jeszcze 500 dukatów.
Około 1775 przeniosła się do Paryża i tam pozostała co najmniej dwa lata. Odniosła we Francji wiele sukcesów towarzyskich, została sportretowana przez Élisabeth Vigée-Lebrun, zaprzyjaźniła się z pisarką Stéphanie Félicité de Genlis. 
Z pomocą Michała Brzostowskiego, pani de Genlis i markiza L.J.B. Seignelaya założyła stowarzyszenie filantropijne „Zakon Kawalerów i Dam Wytrwałości” (Ordre des chevaliers et des dames de la Persévérance), nawiązujące do istniejącego rzekomo kiedyś w Polsce zakonu rycerskiego, wznowionego przez konfederatów. Do organizacji należało ok. 90 członków, m.in. Claude Carloman de Rulhière i Józef Maissonevue; po opuszczeniu przez Potocką Paryża stowarzyszenie przestało istnieć.
W Warszawie wstąpiła do loży adopcyjnej przy loży „Katarzyny pod Gwiazdą Północną” (utworzonej w lipcu 1779). W 1781 zabiegała o przyjęcie syna Jana do Wielkiej Loży. Po Teresie Tyszkiewiczowej objęła przewodnictwo w utworzonej w 1783 loży adopcyjnej „de la Bienfaisance”.
Potocka prowadziła bujne życie towarzyskie, była otoczona wielkim rozgłosem i często niepochlebnymi plotkami. W Warszawie bywała u króla i u Adama Czartoryskiego, gdzie spotkał ją „w 45 roku do zadziwienia piękną” Julian Ursyn Niemcewicz. Była muzą Wojciecha Miera, który napisał dla niej bajkę „Kraska młoda i sroka stara”, Stanisława Kostka Potockiego, Wojciecha Turskiego. Po pobycie w gronie pań w Grodnie w czasie obrad ostatniego sejmu Rzeczypospolitej 1793, wraz z synową Anną Teofilą z Sapiehów, „gorszyła patriotów swym rusofilstwem”. We wrześniu 1793 wydała córkę Annę za Jana Krasickiego. W kwietniu 1794 przed wybuchem powstania w Warszawie, szykowała się do wyjazdu ze stolicy do Królewca, ale zezwolenie na opuszczenie miasta otrzymała od władz powstańczych dopiero 16 lipca. O dalszych losach Potockiej mało wiadomo. Podobno straciwszy nagle urodę, przestała bywać w towarzystwie i zamieszkała z córką w Baranowie, gdzie zmarła w roku 1810.
Anna Teresa była wspominana w wielu pamiętnikach z epoki, do literatury wprowadził ją Zygmunt Kaczkowski w powieści „Ostatni z Nieczujów” (1853–5, w opowiadaniu „Kasztelanice lubaczowscy”).